# Volksbildungsheim Frankfurt am Main

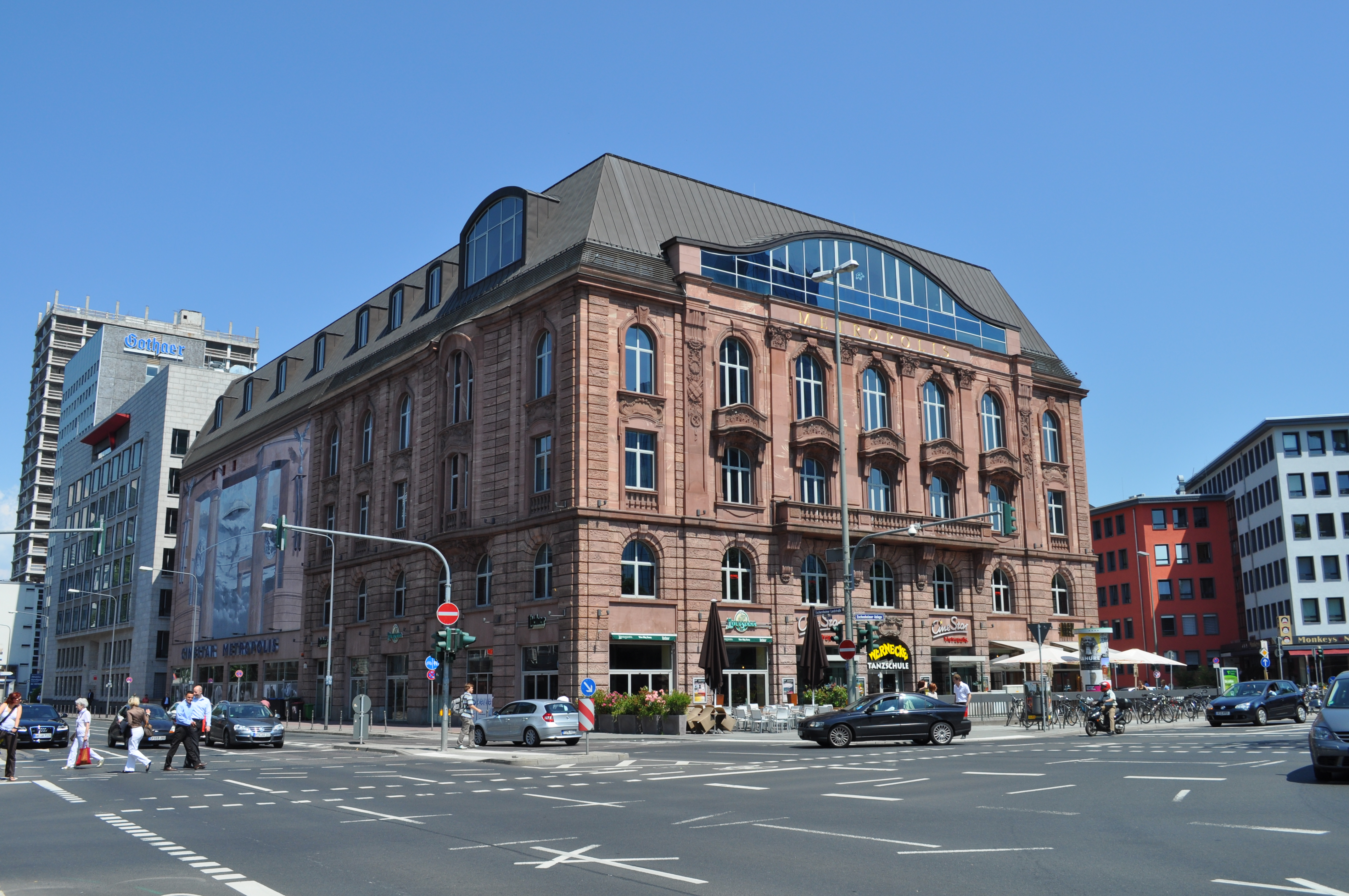
„Metropolis“ hinter der Fassade des früheren Volksbildungsheims

Das Volksbildungsheim ist ein denkmalgeschütztes Gebäude am Eschenheimer Tor in Frankfurt am Main mit der Adresse  Eschenheimer Anlage 40. Der Name erinnert an die langjährige Nutzung als Bildungs- und Veranstaltungszentrum des Frankfurter Bundes für Volksbildung. Von 1963 bis 1995 befand sich hier das Theater am Turm. Heute befindet sich hinter der erhaltenen Fassade das als Multiplex-Kino genutzte CineStar Metropolis. Betrieben werden die Kinosäle von der CineStar-Gruppe.

## Geschichte
Das Gebäude wurde am 1. Februar 1908 eröffnet. Bauherr war der Kaufmännische Verein, der das Haus als Gesellschaftshaus nutzte. Architekt war Wilhelm Helfrich. Neben den Räumlichkeiten des Vereins waren mehrere Geschäfte, ein Restaurant und ein Café im Haus untergebracht. Bereits in dieser ersten Nutzung waren Veranstaltungsräume vorgesehen: der große Saal bot 1400 Personen Platz, der kleine Saal 300 Personen.
Im Ersten Weltkrieg wurde das Gebäude als Lazarett genutzt und anschließend für 1,6 Millionen Mark von der Stadt übernommen, da der Kaufmännische Verein sich inzwischen aufgelöst hatte. 1919 ging das Haus mit Hilfe öffentlicher und privater Zuwendungen in den Besitz des Bundes für Volksbildung über und am 5. Oktober 1919 als Volksbildungsheim neu eröffnet. Zu den Spendern zählten Industrielle und Bankiers wie der Direktor der Degussa Heinrich Roessler und der Philanthrop Charles Hallgarten.
Neben den namensgebenden Bildungsveranstaltungen wurde das Haus für Konzerte und gesellschaftliche Veranstaltungen genutzt. Weiterhin war es Sitz der Volksbücherei.
Nach der Machtübernahme der Nationalsozialisten wurde der Bund für Volksbildung gleichgeschaltet und 1936 aufgelöst. Das Volksbildungsheim, nunmehr Volksbildungsstätte Stadtmitte genannt, wurde durch die Organisation Kraft durch Freude (KdF) weiterbetrieben.
Die umfassende Zerstörung der Frankfurter Innenstadt durch alliierte Bombenangriffe im Zweiten Weltkrieg machte auch vor dem Volksbildungsheim nicht halt. Dach und große Teile des Gebäudes wurden 1943 und 1944 bei den Luftangriffen auf Frankfurt am Main zerstört. Da die Zerstörungen jedoch nicht so schlimm waren wie bei anderen großen Sälen und Theatern Frankfurts, beschloss man bereits 1950, den Bau durch ein einfaches Satteldach vor weiterer Zerstörung durch Witterungseinflüsse zu schützen. 1953 wurde das Gebäude durch den neuen Eigentümer Saalbau GmbH wiederaufgebaut.
Im Inneren stattete man das Gebäude den Anforderungen der Zeit entsprechend neu aus. Nun standen neben einem großen Saal mit 1.000 Plätzen Unterrichts- und Verwaltungsräume sowie drei kleinere Säle mit jeweils 180 Plätzen zur Verfügung. Überdies fand die Hauptstelle der städtischen Volksbücherei hier ihren Sitz. 1963 entstand ein Erweiterungsbau auf dem nördlich angrenzenden Trümmergrundstück. Hier hatte sich vor dem Krieg seit 1888 das Hoch’sche Konservatorium befunden, das auch im Erweiterungsbau des Volksbildungsheims seit 1951 wieder Räumlichkeiten erhielt.
Von 1953 an war der große Saal des Volksbildungsheims Spielstätte der Landesbühne Rhein-Main, die ab 1963 unter dem Namen Theater am Turm (TAT) zu einem überregional bekannten Theater wurde. 1966 wurde hier unter Leitung von Claus Peymann (Intendant 1965–1969) die legendäre Publikumsbeschimpfung von Peter Handke uraufgeführt. In den siebziger Jahren war Rainer Werner Fassbinder für acht Monate Intendant des TAT. Die Aufführung seines 1974 entstandenen Stückes Der Müll, die Stadt und der Tod über den Frankfurter Häuserkampf wurde nach Protesten abgesagt, weil die darin vorkommende Figur des reichen Juden antisemitische Stereotypen bediene. Fassbinder verließ das Theater.
Nach einer vorübergehenden Schließung 1978/79 wurde das TAT umgebaut und 1980 mit neuem Konzept, aber nunmehr ohne eigenes Ensemble wiedereröffnet. Bis 1986 war es eine Spielstätte für freie experimentelle Gruppen und internationale Künstler wie die Company Vivienne Newport, danach entstanden zahlreiche internationale Gastinszenierungen.
Ab 1986 wurden unter der Dramaturgie von Tom Stromberg wieder vermehrt Eigenproduktionen inszeniert. 1995 verlegte das TAT seinen Sitz in das Bockenheimer Depot.

## Kinocenter
In den 1990er Jahren verkaufte die Stadt Frankfurt das Volksbildungsheim mit einem Erbbaurechtsvertrag an ein privates Konsortium. Ab 1998 wurde das Volksbildungsheim bis auf die denkmalgeschützte Fassade abgerissen und bis 2001 für 105 Millionen Mark nach Plänen des Kölner Architekten Till Sattler das Kinocenter Metropolis mit 12 Sälen und insgesamt 3551 Plätzen gebaut. Die geplante Eröffnung am 15. März 2001 musste aufgrund mehrerer Baumängel indes verschoben werden. Während die ersten beiden Säle am 12. April 2001 eröffnet werden konnten, verschob sich die Inbetriebnahme der restlichen Säle um mehrere Monate. Eigentümer des Gebäudes ist die Treuhand & Verwaltungs-GmbH und Co. Metropolis Premiumfilmpalast mbH, die das Gebäude an die unter dem Markennamen Cinestar auftretende Greater Union Filmpalast GmbH als Teil der australischen Amalgamated Holdings Limited vermietet. Die Monatsmiete wird auf 250.000 Euro beziffert. Weitere Mieter sind zwei Restaurants im Erdgeschoss und die Tanzschule Wernecke im Dachgeschoss.
Anfang 2012 wurde bekannt, dass von Filmverleihen der Zustand des Kinocenters bemängelt wird. Der kostendeckende Betrieb wird angezweifelt.
Aufgrund eines Defektes an der zentralen Brandmeldeanlage wurde am 28. Februar 2012 durch die Bauaufsicht der Stadt Frankfurt ein vorläufiges Nutzungsverbot für das Kinocenter Metropolis ausgesprochen. Der Betreiber kündigte an in Zusammenarbeit mit dem Vermieter die Mängel schnellstmöglich zu beseitigen. Die Wiedereröffnung erfolgte nach ca. 3 Wochen nach Beseitigung der Mängel.